# Кюндяе
Кюндяе́ (якут. Күндэйэ) — село в Сунтарском улусе Республики Саха (Якутия) России. Административный центр Кюндяйинского наслега.

## География
Село находится в юго-западной части Якутии, в правобережной части долины реки Вилюй, к югу от реки Кюндяе, на расстоянии примерно 18 км (по прямой) к северу от села Сунтар, административного центра улуса. Абсолютная высота — 129 м над уровнем моря.
Климат
Климат характеризуется как резко континентальный. Средняя температура воздуха самого тёплого месяца (июля) составляет 17-18 °C; самого холодного (января) — −34 − −50 °C. Среднегодовое количество атмосферных осадков составляет 250—300 мм.
Часовой пояс
Село Кюндяе находится в часовой зоне МСК+6. Смещение применяемого времени относительно UTC составляет +9:00.

## Население
| 2002 | 2010 | 2021 |
| ---- | ---- | ---- |
| 842  | ↘817 | ↘723 |

Половой состав
По данным Всероссийской переписи населения 2010 года в гендерной структуре населения мужчины составляли 49,8 %, женщины — соответственно 50,2 %.
Национальный состав
Согласно результатам переписи 2002 года, в национальной структуре населения якуты составляли 91 % из 842 чел.

## Улицы
| - ул. Комсомольская, - ул. Кутар, - ул. Молодёжная, - ул. Новая, | - ул. Озёрная, - ул. Октябрьская, - ул. Партизанская, - ул. Портовская, | - ул. Советская, - ул. Совхозная, - ул. Элгээн, - ул. Юбилейная. |